# فيليب تشارلز ماكينزي
فيليب تشارلز ماكينزي (بالإنجليزية: Philip Charles MacKenzie)‏ هو ممثل أمريكي، ولد في 7 مايو 1946 ببروكلين في الولايات المتحدة.

## وصلات خارجية
- فيليب تشارلز ماكينزي على موقع IMDb (الإنجليزية)
- فيليب تشارلز ماكينزي على موقع ألو سيني (الفرنسية)
- فيليب تشارلز ماكينزي على موقع أول موفي (الإنجليزية)
- فيليب تشارلز ماكينزي على موقع قاعدة بيانات الفيلم (الإنجليزية)
- فيليب تشارلز ماكينزي على موقع كينوبويسك (الروسية)